# زنده‌مانی بدون پیشرفت
زنده‌مانی بدون پیشرفت (به انگلیسی: Progression-free survival)، مدت زمانی است که در زمان درمان و پس از یک بیماری، مانند سرطان، که بیمار با بیماری زندگی می‌کند اما بدتر نمی‌شود". در سرطان‌شناسی، زنده‌مانی بدون پیشرفت معمولاً به موقعیت‌هایی گفته می‌شود که در آن تومور وجود دارد، همان‌طور که توسط آزمایش‌های آزمایشگاهی، آزمایش‌های رادیولوژی یا بالینی نشان داده می‌شود. به طور مشابه، «زنده‌مانی بدون بیماری» مدت زمانی است که بیماران تحت درمان قرار گرفته‌اند و هیچ بیماری قابل تشخیصی ندارند.
در زمان تا پیشرفت (Time to progression) بیمارانی را که به دلایل دیگر می‌میرند، محاسبه نمی‌شود، اما در غیر این صورت معادل زنده‌مانی بدون پیشرفت است (مگر اینکه چنین رویدادهایی زیاد باشد). سازمان غذا و دارو، تعریف جداگانه‌ای ارائه می‌دهد و زنده‌مانی بدون پیشرفت را ترجیح می‌دهد.